# 進め!?魔法のクリスタル探し隊
『進め!?魔法のクリスタル探し隊』（原題：Gawayn）は、フランスのAlphanimとゴーモン・アニメーションの共同制作によるコメディアニメ。様々な国で放送されているが、日本では2014年7月21日からディズニーチャンネルでリピート放送された。

## プロローグ
ある王国のプリンセスであるグウェンドリンは、女王になる儀式の最中（王冠を頭上に載せられる直前）、悪の公爵により体を小さくされてしまう。グウェンドリンの身長を元通りにするための「ガウェインのクリスタル」と称するアイテムを探すために、彼女は1人の青年貴族と3人の少年少女たちとともに旅を続ける。

## 登場人物
プリンセス・グウェンドリン
声 - 早見沙織
主人公のプリンセスで30歳。一人称は「私」。仲間たちの協力を仰ぎつつクリスタルを探し続ける。青い瞳に長いブロンドの髪をしており、ライトブルーのドレスを着ている。
仲間の中で最も冷静であり、母親らしい一面も持つが、怒ると最も怖い存在でもある。自己中心的とまではいえないが、少しわがままなところがある。また、ロデリック卿と2人きりの場面で敵に遭遇するも撃退したときに限り、彼に（感謝の）キスを迫る。
ロデリック卿の事は少し抜けていると分かっているが、「私の騎士」と評する事もあるように、基本的には信頼を置き、頼りにしている。彼との恋愛を思わせる場面が多く見られるが、他の男性に惚れる事も間々ある。
第15話Bパートで、ロデリック卿および公爵と高校の同級生である事が明らかになる。高校時代の彼女は髪も短く、今ほど胸もないが、性格は今と同じように正義感に溢れ、凛としている。
第26話で、彼女たち5人全員が公爵の雇った魔法使いに記憶を封印されるが、突然公爵のところに現れた「魔法評議会」によってその行為が酷評され、結局、記憶は元に戻ることになった。
エルスペス
声 - あんどうさくら
魔法使いの見習いである11歳の少女。一人称は「あたし」。「偉大なる魔法の書」を常に持ち歩いているが、その本を開いた状態でないと簡単な魔法すら使えない。
ウィリアムの妹。ロデリック卿は第11話Aパートで初めて、彼女とウィリアムが実の兄妹であることを知る。
ウィリアム
声 - 佐藤美由希
勇者の見習いである少年で、エルスペスの兄弟にあたる（年齢は10歳と表記されている場合が多いが、作中のエルスペスに対する「お前の兄貴として命令する」という台詞や、エルスペスの「あたし、歳は下だけど背は高い」という台詞から兄の可能性が高い）。一人称は「ボク」。騎士に憧れており、有名な騎士のサインを集めている。
ロデリック卿
声 - 小田柿悠太、（第26話Bパート内の1シーンで）早見沙織＆沖佳苗
30歳の青年貴族（騎士）で一人称は「私」。青い瞳とブロンドの髪を持ち、常に鎧を着ている（鎧の中にはブタ柄のパジャマを着ている）。エルスペス、ウィリアム、ショウロンの父親代わりだが、少し頼りないところがある。物事を理解するのに時間を要し、最も子供っぽい性格でもあるが、騎士らしくプリンセスを真っ先に守るのも彼である。
プリンセス・グウェンドリンに最もふさわしい男であると自負しており、彼女と二人だけの世界に浸り、周りの声が聞こえなくなる事も多い。
高校時代は今のような騎士らしさはなく、臆病でいじめっこを恐れる気弱な青年であったが、グウェンドリンの励ましにより、いじめっこに立ち向かう勇気を持った。グウェンドリンへのラブレターを書くなど、当時から彼女に惚れている。
ショウロン
声 - 沖佳苗
中国出身のカンフー使いである10歳の少年で、一人称は「ボク」。顔の輪郭は、おにぎり型そのもの。料理を得意としており、彼自身を含むパーティー5人分全員の食事をいつも作っている。時々、ご先祖様と対話することがある。
グリゼルダ
一行の馬車を引く、のんびりとした性格の白い雌馬。
悪の公爵
声 - 佐々木睦
この作品のヴィランで、本名は不明。魔法の腕前はヘタの横好き程度だが、その魔法でグウェンドリンの体を小さくしてしまった。彼女が仲間たちとともに旅立った後も、自室の覗き見の水晶を使って彼女たち一行の行動を常時監視している。口癖は「人生とは不公平な物だな…」。
レックス
声 - 山岸治雄
公爵の相棒的存在のゴキブリだが、なぜか話ができる。

## エピソード一覧
| 話数 | 日本語版                                      | オリジナル版                                       | 放送日（仏）   | 放送日（日）   |
| ---- | --------------------------------------------- | -------------------------------------------------- | -------------- | -------------- |
| 1    | ワタルナの橋 / 魔法ってむずかしい             | Never Cross Bridge / Try, Try Again                | 2009年 6月29日 | 2014年 7月21日 |
| 2    | プリンセスにお相手を / レシピを取り戻せ       | Play Date / The Cuckoo Cook                        | 7月6日         | 7月22日        |
| 3    | ロデリックの再テスト / グルメなショウロン     | License To Knight / As Hard As Snails              | 7月13日        | 7月23日        |
| 4    | イジワル虫をやっつけろ / 新しい仲間を探して   | A Pain in the Dragon / Princess Rodericka          | 7月20日        | 7月24日        |
| 5    | ロデリックが結婚!? / ショウロンのキケンな夢   | Adventures in Dreamland / Joust King               | 7月27日        | 7月25日        |
| 6    | エースの大会 / 花嫁とゴキブリ                 | Wedding Blues / Fasten Your Seatbelts              |                | 7月28日        |
| 7    | シートベルトを忘れずに / 空飛ぶマシン         | Acme Da Vinci / Casino Quest                       |                | 7月29日        |
| 8    | カジノで勝負! / サインが欲しい!               | A Quest for a Quest / Happy Sword                  |                | 7月30日        |
| 9    | 岩にささった剣/お買いものには気を付けて       | Armour Geddon / The Curse                          |                | 8月4日         |
| 10   | 恐ろしの地/騎士は騎士らしく                   | Do The Knight Thing / Monkey Business              |                | 8月5日         |
| 11   | 閉じ込められたプリンセス/お誕生日のプレゼント | Ferocious Fairies / Again, Again, And Again...     |                | 8月6日         |
| 12   | 繰り返す時間 / ひげの秘密                     | All Aboard / Vroom                                 |                | 8月7日         |
| 13   | 勝つのは誰だ!? / 馬車が盗まれた!              | Hey, Where's My Gwenmobile / Mr. Pants             |                | 8月8日         |
| 14   | 狙いはぬいぐるみ / ロデリックの笛             | Duped by the Duke / Good Luck in Bad Luck Forest   |                | 8月11日        |
| 15   | 悪運も幸運に / 恐怖にたちむかえ!              | Secret of Roddy's Success / Rexster-Quester        |                | 8月12日        |
| 16   | レックスが仲間入り？／魔女は嫌われもの？      | The Witches of Weirdsville / Bad News Travels Fast |                | 8月13日        |
| 17   | ばらまかれたウワサ／ワルに変身                | Evil R We / Roddy's Big Idea                       |                | 8月14日        |
| 18   | ロデリックの悩み／甘い言葉にご用心            | Castle Spa / Knight For Hire                       |                | 8月15日        |
| 19   | 仕事を探そう／邪悪な涙はどこ？                | Cry Me A River / Force of the Onion                |                | 8月18日        |
| 20   | タマネギ・パワー / ホームシックに負ける       | Home Sweet Home / Doll Be Mine                     |                | 8月19日        |
| 21   | プリンセスと人形ごっこ / すべてはお見通し!    | Bigger Brother / Smashing Times                    |                | 8月20日        |
| 22   | クリスタル発見!? / 彼の名はパーシー・ボンド   | My Name Is Pond... Percy Pond / Trouble Ahead      |                | 8月21日        |
| 23   | 未来が見える!? / 不思議な本                   | Over Due / Quiz Show                               |                | 8月22日        |
| 24   | めざせ!ガウェインのクリスタル / 迷惑な愛      | Love Trouble / Maze Mates                          |                | 8月25日        |
| 25   | 迷路を抜け出せ / スパイダーがやって来た       | Along Came Spyder / New Team                       |                | 8月26日        |
| 26   | 旅の記憶                                      | The Way We Used To Be                              |                | 8月27日        |